# Гетто в Кобыльнике (Нарочи)
Гетто в Кобы́льнике (На́рочи) (август 1941 — 21 сентября 1942) — еврейское гетто, место принудительного переселения евреев деревни Кобыльник (с 1964 года — Нарочь) Мядельского района Минской области и близлежащих населённых пунктов в процессе преследования и уничтожения евреев во время оккупации территории Белоруссии войсками нацистской Германии в период Второй мировой войны.

## Оккупация Кобыльника (Нарочи) и создание гетто
Вскоре после оккупации деревни Кобыльник немцы, реализуя нацистскую программу уничтожения евреев, в августе 1941 года организовали в местечке гетто, в которое поначалу согнали 120 (150) человек.

## Условия в гетто
Нацисты сразу же ввели в Кобыльнике ограничения для местного населения, а в отношении евреев — в особо жёстком виде. Евреям было запрещено ходить по тротуарам, посещать рынок, выходить вечером из дома. Каждый еврей был обязан безропотно работать там, где приказано оккупационными властями. На принудительных работах были заняты как взрослые евреи, так и подростки, и над всеми ними издевались морально и физически. По свидетельству Меира Свирского, одного из уцелевших евреев Кобыльника, даже малолетние подростки «работали не менее четырнадцати часов в день, фактически без тёплой одежды, еды и отдыха, под насмешки и издевательства смотрителей. За работу не платили и никакого продовольствия не давали».
Евреи боялись без крайней необходимости появляться на улице, чтобы не привлекать внимание, не зажигали свет по вечерам, и только по ночам поддерживали связь между собой и с теми местными жителями, которые отваживались помогать им.

## Уничтожение гетто
12 июля 1941 года полицаи заставили группу евреев вынести из синагоги книги и свитки Торы, облили их горючим и приказали евреям поджечь. Несмотря на избиения (особенно сильно били молодого раввина Лейбу Маковского), никто из евреев не согласился на это, и огонь зажёг кто-то из присутствующих. Тайком ночью евреи собрали и захоронили пепел.
5 октября 1941 года в Кобыльник прибыла айнзатцгруппа, схватила 51 еврея и 12 из них принудили рыть яму в лесу возле кладбища. Иосиф Блиндер — один из этих евреев, сумевший спастись, вспоминал: «…В три часа дня обречённых провели по Виленской улице к месту казни, заставили снять обувь и верхнюю одежду. Хайка Ботвинник с грудным ребёнком умоляла пощадить своего младенца. В ответ немец схватил кроху и ударом о дерево размозжил ему голову… Тут же была расстреляна Хайка. Началась стрельба. Люди падали в яму, раненых достреливали, а некоторых закопали живыми». Всего в этот день погибло 44 (84) человека, среди них 19 детей.
21 сентября (21 октября) 1942 года состоялось последнее массовое убийство евреев Кобыльника. Перед этим всех оставшихся ещё в живых согнали в Народный дом возле костёла под предлогом переселения в Мядельское гетто. В заколоченном здании в тесноте и голоде нацисты и их пособники продержали изнывающих от страха людей более двух суток, затем всех — стариков, женщин и детей — погнали от Народного дома к братской могиле, где расстреляли. В результате этой «акции» (таким эвфемизмом нацисты называли организованные ими массовые убийства) были убиты 120 (80) человек, среди которых 51 ребёнок.
В гетто Кобыльника также были свезены и убиты часть евреев местечка Свирь и все евреи деревни Камаи.

## Случаи спасения и «Праведники народов мира»
В Нарочи 3 человека были удостоены почетного звания «Праведник народов мира» от израильского мемориального института «Яд Вашем» «в знак глубочайшей признательности за помощь, оказанную еврейскому народу в годы Второй мировой войны»

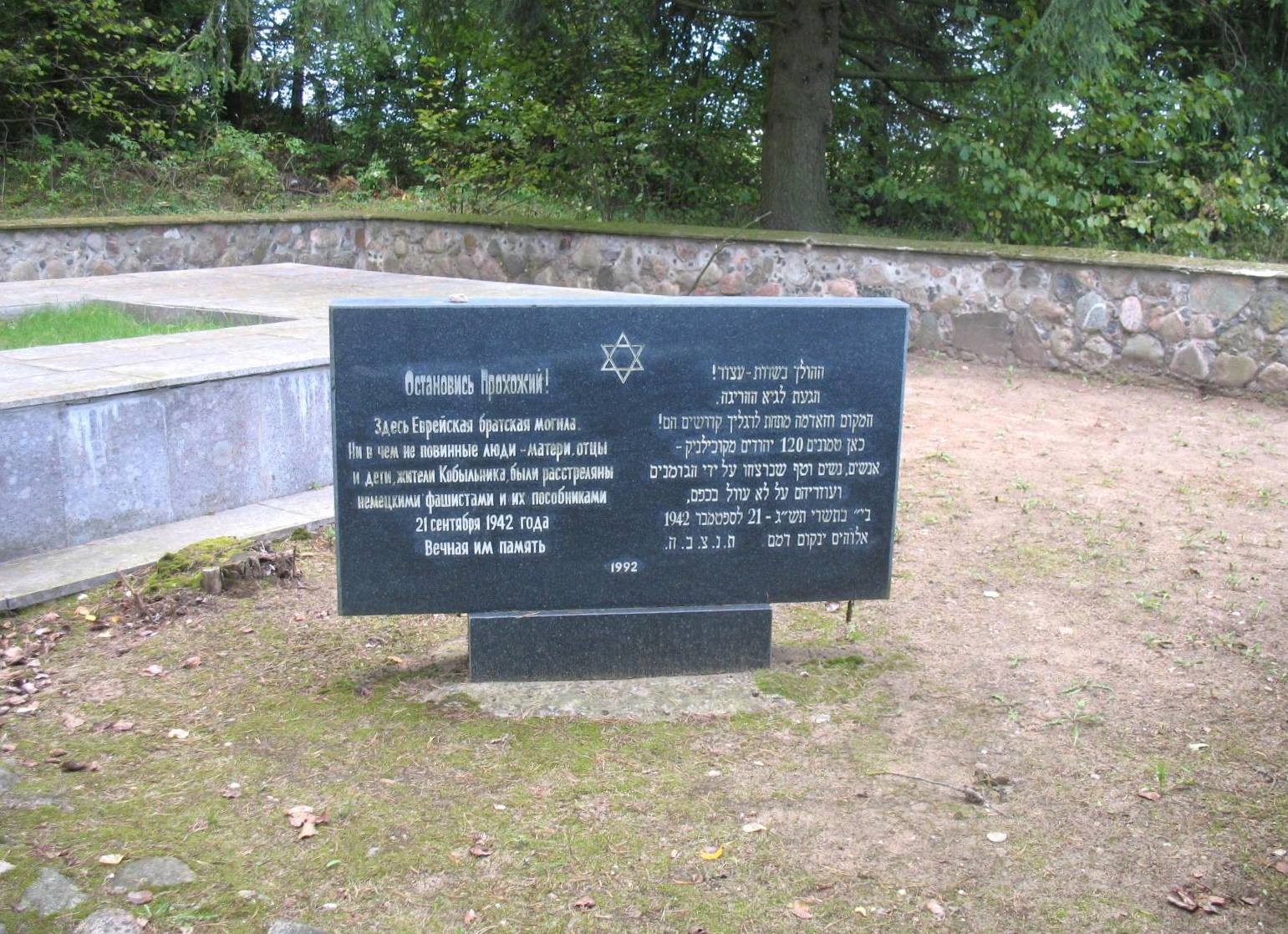
Мемориал в память 120 евреев, убитых 21 сентября 1942 года

- Валай Иван — за спасение семьи Фридманов и Кравчинского Эфраима[7].
- Желубовский Адольф — за спасение семьи Фридманов[8].
- Тункевич Иозеф — за спасение Чернецкого Ицхака и Каплана Шауля[9].

## Память
Из примерно 375 евреев, живших в Кобыльнике до 1941 года, 320 погибло за годы немецкой оккупации.
В 1990 году в деревне Нарочь начались работы по восстановлению древнего еврейского кладбища и братской могилы, на которой в 1992 году был открыл мемориал жертвам геноцида евреев.
Опубликованы неполные списки убитых в Кобыльнике евреев.